# Zajišťovna

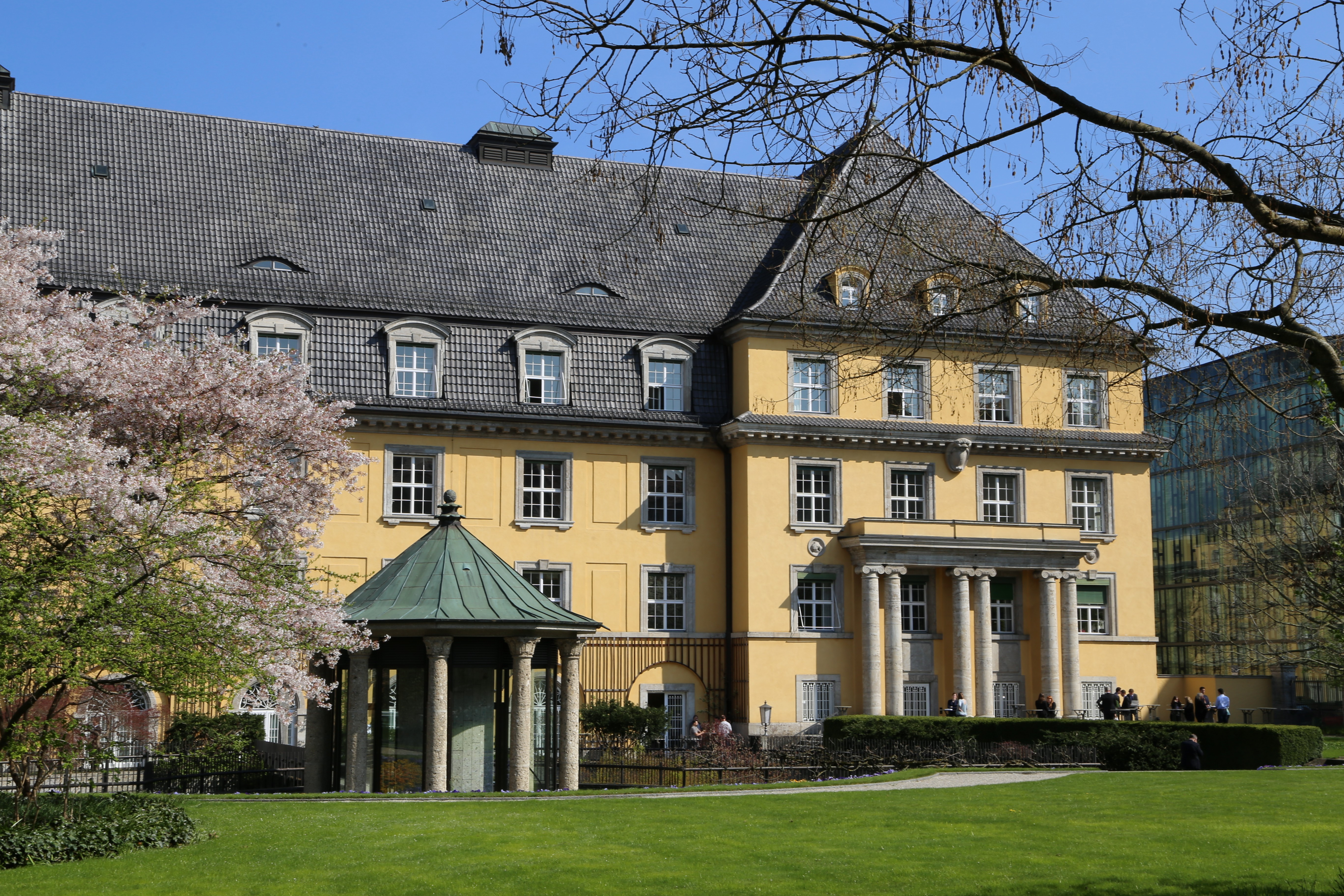
Sídlo zajišťovny Munich Re

Zajišťovna je zvláštní/speciální právnická osoba, která přebírá na základě smlouvy a za úplatu jistou část rizik pojištění jiných pojišťoven a zajišťoven. Zajišťovny jsou tedy, lidově řečeno, „zvláštní/speciální pojišťovny pro pojišťovny“. Účelem zajištění je, aby pojišťovnám případné velké škody, nebo jejich kumulace, nezpůsobily problémy s likviditou, kapitálovou dostatečností, nebo s jinými kritérii, stanovenými regulátorem. Zajištění sjednávají pojišťovny pro určitá konkrétní pojištění, nebo pro celé portfolio pojištění, a to většinou formou podílové spoluúčasti na pojistném i škodách. Zajišťovny musí být kapitálově velmi silné a proto na českém trhu působí především zahraniční zajišťovny.
Vůbec první zajistný kontrakt byl podle dostupné dokumentace uzavřen v Londýně již v roce 1730 Edwardem Lloydem.
Dnes zajišťovny představují moderní mezinárodní finanční trh, kdy předepsané zajistné (tj. částky uhrazené pojišťovnami) dosáhlo na konci roku 2016 více než 280 miliard amerických dolarů.

## Popis činnosti
Hlavní náplní činnosti zajišťoven je zajištění pojištění. Pojišťovny u nich nechávají zajišťovat majetková a životní pojištění. Zajišťovny se kromě pojišťování pojišťoven snaží vytvářet pro pojištění příznivější klima a podpořit eliminaci rizik, která by mohla mít neblahé důsledky na jejich činnost. Například se zasazují o stabilizaci klimatu.

### Zajištění je možno rozdělit na:
• Smluvní, tj. zajištění uzavřené roční smlouvou, kdy zajišťovna ručí svým dílem na všech pojistných smlouvách uzavřených pojišťovnou v daném roce.
• Fakultativní, tj. zajištění které se uzavírá na každý obchodní případ jednotlivě, tam kde riziko není kryto smluvním zajištěním.

## Zajistný program
Zajistný program se stanoví po vypracování finančního plánu, kdy pojišťovny zjistí, jakou část škod si mohou dovolit vzít na svůj vrub, aby nedošlo k ohrožení jejich finanční stability a jakou část a v jaké výši předají do zajištění. Důležitou rolí zajištění je také snižování tvorby pojistně technických rezerv pojišťoven, (tj. financí odložených na budoucí škody), neboť část rizika se přesouvá na zajišťovnu a není nutné blokovat kapitál na všechny předpokládané škody v plné výši.
Mezi centra evropského zajištění patří zejména Mnichov, kde sídlí Munich Re, Londýn, kde sídlí Lloyd's a Curych, kde sídlí Swiss Re. Dále Hannover, kde má sídlo Hannover Re a Paříž s Axis Re.

## Zajišťovny v České republice
Pro získání licence na provozování zajišťovny je mimo jiné nutný vysoký kapitál, a sice v minimální výši 1 000 000 000 Kč (slovy: miliardakorunčeských). Česká národní banka udělila 8. srpna 2008 první licenci tuzemské zajišťovně VIG RE zajišťovna, a.s.